# Euodynerus rhynchoides
Euodynerus rhynchoides är en stekelart som först beskrevs av Henri Saussure.  Euodynerus rhynchoides ingår i släktet kamgetingar, och familjen Eumenidae. Inga underarter finns listade i Catalogue of Life.